# Who Mourns for Adonais?
Who Mourns for Adonais? is de tweede aflevering van het tweede seizoen van De oorspronkelijke serie van Star Trek. Deze aflevering werd voor het eerst uitgezonden op 22 september 1967 op de Amerikaanse televisiezender NBC.
De titel is een verwijzing naar de elegie Adonaïs van Percy Bysshe Shelley uit 1821.

## Synopsis
In een baan om een planeet in de buurt van de ster Pollux wordt de USS Enterprise opeens vastgegrepen door een reusachtige lichtgevende hand. Op het scherm zien ze hoe de Griekse god Apollo hen begroet. Apollo eist dat de bemanning op de planeet komt wonen en hem zal aanbidden. In ruil daarvoor zal hij voor hen zorgen. Kirk weigert deze eis maar laat zich samen met Dr. McCoy, Scotty, Pavel Chekov en Lt. Carolyn Palamas naar het oppervlak teleporteren. Het blijkt dat ooit een groep aliens zich op de berg Olympus heeft gevestigd en als goden over de Grieken hadden geheerst. Apollo was een van hen.
Palamas laat zich imponeren door Apollo en Apollo zorgt er ook voor dat Kirk, Scotty, McCoy en Pavel geen contact meer met de Enterprise kunnen maken. Een psychologische oorlog ontvouwt zich waarbij Palamas steeds in tweestrijd komt.
Als de communicatie met Spock aan boord van de Enterprise weer herstelt is weten ze de krachtbron van Apollo te vernietigen. Apollo vraagt waarom ze dit gedaan hebben en Kirk zegt dat de mensheid tegenwoordig prima voor zichzelf kan zorgen en genoeg heeft aan de echte god. Apollo kan dit niet aan en verdwijnt. Kirk en McCoy vinden het jammer dat ze Apollo hebben moeten vernietigen. Hij was immers een van de stichters van de Griekse beschaving waaraan de mensheid zoveel te danken had.